# 1900 w filmie
Wydarzenia filmowe w 1900 roku.

## Wydarzenia
- Brytyjski reżyser James Williamson po raz pierwszy zastosował zmianę ujęć jako środek dramaturgiczny (film Napad bokserów na misję w Chinach).
- Brytyjski reżyser George Albert Smith po raz pierwszy zastosował obok siebie zbliżenia i półzbliżenia (film Szkło powiększające babuni).
- 31 października Oskar Messter założył w Berlinie firmę Projection GmbH produkującą sprzęt filmowy oraz krótkie filmy.

## Premiery
- Napad Bokserów na misję w Chinach, reż. James Williamson
- Szkło powiększające babuni (Grandma's Reading Glass), reż. George Albert Smith
- A Railway Collision, reż. Walter R. Booth
- The Magician, reż. Edwin S. Porter
- Spiders on a Web, reż. George Albert Smith

## Urodzili się
- 1 stycznia – Mildred Davis, amerykańska aktorka (zm. 1969)
- 2 stycznia – William Haines, amerykański aktor (zm. 1973)
- 3 stycznia – Marian Melman, polski reżyser i aktor (zm. 1978)
- 30 stycznia – Martita Hunt, angielska aktorka (zm. 1969)
- 2 lutego – Anatolij Gołownia, radziecki operator (zm. 1982)
- 16 lutego – Albert Hackett, amerykański dramaturg i scenarzysta (zm. 1995)
- 22 lutego – Luis Buñuel, hiszpański reżyser i scenarzysta (zm. 1983)
- 26 lutego – Jean Negulesco, amerykański reżyser (zm. 1993)
- 3 marca – Edna Best, brytyjska aktorka (zm. 1974)
- 3 kwietnia – Antoni Żuliński, polski aktor (zm. 1973)
- 5 kwietnia – Spencer Tracy, amerykański aktor (zm. 1967)
- 7 kwietnia – Adolf Dymsza, polski aktor (zm. 1975)
- 7 maja – Tola Mankiewiczówna, polska aktorka (zm. 1985)
- 10 lipca – Evelyn Laye, angielska aktorka (zm. 1996)
- 24 lipca – Aleksander Żabczyński, polski aktor (zm. 1958)
- 27 lipca – Charles Vidor, amerykański reżyser (zm. 1959)
- 5 sierpnia – Leonard Buczkowski, polski reżyser i scenarzysta (zm. 1967)
- 19 sierpnia – Colleen Moore, amerykańska aktorka (zm. 1988)
- 9 października – Alistair Sim, brytyjski aktor (zm. 1976)
- 10 października – Helen Hayes, amerykańska aktorka (zm. 1993)
- 15 października
  - Fritz Feld, niemiecko-amerykański aktor (zm. 1993)
  - Mervyn LeRoy, amerykański reżyser i producent (zm. 1987)
- 17 października – Jean Arthur, amerykańska aktorka (zm. 1991)
- 5 listopada – Natalie Schafer, amerykańska aktorka (zm. 1991)
- 6 grudnia – Agnes Moorehead, amerykańska aktorka (zm. 1974)
- 17 grudnia – Katina Paxinou, grecka aktorka (zm. 1973)

## Zmarli
- 11 czerwca – Belle Boyd, amerykańska aktorka (ur. 1844)